# Apache Corporation
Apache Corporation is een Amerikaans bedrijf dat vooral actief is in de olie- en gasindustrie. Het hoofdkantoor staat in Houston. Het bedrijf staat 438e op de Fortune 500 (stand 2020).

## Activiteiten
APA Corporation is een onafhankelijk energiebedrijf dat aardgas, ruwe olie en aardgasvloeistoffen (NGL) exploreert, ontwikkelt en produceert. De upstream-activiteiten vinden plaats in drie geografische gebieden, de Verenigde Staten, Egypte en in het Engelse deel van de Noordzee. Van de totale productie in 2023 was de helft afkomstig uit velden in de Verenigde Staten. Het aandeel van de Noordzee was in 2023 zo'n 11% van het totaal. Per jaareinde 2023 had het bedrijf bewezen olie- en gasreserves van 800 miljoen vaten olie-equivalent.
In Suriname werkt APA op gelijke basis samen met TotalEnergies SE. Er is olie en gas aangetoond in twee velden, Sapakara en Krabdagu, die in een waterdiepte van 100 tot 1000 meter liggen. De totale hoeveelheid winbare olie is getaxeerd op 700 miljoen vaten. In september 2023 werden concrete plannen bekendgemaakt om de olie te gaan winnen. Het plan gaat uit van een Floating Production, Storage and Offloading (FPSO), met een capaciteit van 200.000 vaten olie per dag. Het gas wat eventueel mee naar boven komt, zal in het veld terug worden geïnjecteerd. Op 30 september 2024 viel het besluit om meer dan US$ 10 miljard te investeren in dit project en de eerste olie wordt in 2028 verwacht.
De midstream-activiteiten zijn ondergebracht in Altus Midstream Company. APA is houder van 79% van de aandelen. Altus is met name actief in Texas.

## Ontwikkeling

### Oprichting
In 1954 werd de Apache Oil Corporation opgericht in Minneapolis, Minnesota, door Truman Anderson, Raymond Plank en Charles Arnao met een startkapitaal van 250.000 Amerikaanse dollar. In 1955 werden de eerste putten geboord in het Cushing-veld, tussen Tulsa en Oklahoma City.
In 1960 werd een belang in de Foshay-toren in Minneapolis gekocht. Dit gebouw is een imitatie van het Washington Monument. Het heeft 32 verdiepingen en was het hoofdkantoor van Apache van begin jaren 1960 tot 1984. In 1967 werd de oliebron Fagerness #1 geboord, wat de eerste grote ontdekking van het bedrijf betekende.
In 1969 werd Apache een beursgenoteerd bedrijf.
In 1970 verbreedde het bedrijf zich richting de landbouw met de overname van de S&J Ranch in Californië. De boerderij produceerde citrusvruchten, vijgen, pistachenoten, olijven en amandelen. Deze agrarische tak bleef tot 1977 eigendom van Apache. In 1971 werd het olie- en gasbedrijf Apache Exploration Company opgericht, dat later verder ging onder de naam Apexco. Dit onderdeel en enkele andere bedrijven die zich niet op olie richtten werden 1977 verkocht.

### Focus op olie
Hierna richtte Apache zich meer op exploitatie in het Anadarko-bekken. In 1980 verwierf Apache een niet-operationeel belang in een joint venture met Shell met activiteiten in de Golf van Mexico.
In 1981 werd Apache Petroleum Company (APC) opgericht. Vier jaar later werden voor 200 miljoen dollar olie- en gasbronnen van David Holdings overgenomen. Deze lagen verspreid over acht staten van Amerika. In 1986 werden olie- en gasbezittingen van Occidental Petroleum opgekocht die zich in de Golf van Mexico bevonden.
In 1987 verhuisde het bedrijf het hoofdkantoor van Minneapolis naar Denver. In 1991 verdubbelde het bedrijf zijn reserves door bezittingen van Amoco op te kopen, waaronder een put in het Permian-veld van West Texas. Hiermee was US$ 515 miljoen en twee miljoen aandelen van Apache gemoeid. In 1992 werd het hoofdkantoor naar Houston verplaatst.
In de jaren negentig volgden meer overnames, zoals in 1993 Hadson Energy Resources in West-Australië, en in 1994 een belang van 25% in de Qarun-concessie in Egypte, de overname van Dekalb Energy Canada (beide in 1994) en 315 olie- en gasvelden gekocht in het Permian-veld, de Golfkust van Texas en Louisiana, het westen van Oklahoma, Oost-Texas, de Rocky Mountains en de Golf van Mexico. In 1996 volgde de aankoop van Phoenix Resources en de activiteiten van de Qarun-concessie in Egypte. In 1999 werden velden en een huurcontract in de Golf van Mexico overgenomen van Shell.
In 2001 werden de Repsol activiteiten in de Libische Woestijn (Egypte) overgenomen, twee jaar later het Britse Forties-veld in de Noordzee en de bezittingen van BP in de Golf van Mexico, en nog eens twee jaar later eigendommen in West-Canada samen met ExxonMobil en extra concessies in de wateren voor Egypte. In 2006 werden opnieuw bezittingen van BP in de Golf van Mexico overgenomen en werd het belang in de olieproductie in Volksrepubliek China verkocht.
Van 2010 tot 2012 volgden aankopen ter hoogte miljarden dollars, namelijk van de bezittingen van Devon Energy in de Golf van Mexico, de bezittingen van BP in Texas, het zuidoosten van New Mexico, het westen van Canada en Egypte, en de overnames van Mariner Energy en Cordillera Energy Partners. In dezelfde periode ontdekte Apache olie in het Faghur-veld in Egypte.
Tussen 2013 en 2017 werden een aantal bezittingen verkocht, zoals een derde van de aandelen in Egypte, de bezittingen in West-Australië, het belang in de Area Gas Evacuation-pijplijn en de activa in Canada aan Paramountbronnen.
Aan het begin van 2020 werd de vondst van olie voor de kust van Suriname bekendgemaakt. Apache zocht al langer naar olie op deze plek. Een maand eerder kocht het Franse TotalEnergies SE nog een belang in de operatie. De olie bevindt zich in Blok 58 dat grenst aan het Stabroek-blok in Guyana. Hier boorde ExxonMobil vijftien maal olie aan.
Op 1 maart 2021 heeft Apache Corporation een reorganisatie van de houdstermaatschappij gerealiseerd. Apache Corporation is een dochteronderneming geworden van APA Corporation. Alle uitstaande aandelen van Apache Corporation zijn omgezet in aandelen APA Corporation.
Op 1 april 2024 werd de overname van Callon Petroleum afgerond. APA deed een geslaagd bod in aandelen ter waarde van US$ 4,5 miljard. Callon is actief in West-Texas waar APA ook veel activiteiten heeft. Met deze overname is de omvang van APA met een kwart toegenomen.